# Princípio da informalidade
O princípio da informalidade significa que, dentro da lei, pode haver dispensa de algum requisito formal sempre que a ausência não prejudicar terceiros nem comprometer o interesse público. Um direito não pode ser negado em razão da inobservância de alguma formalidade instituída para garanti-lo desde que o interesse público almejado tenha sido atendido.